# Lucky Mångårda
Lucky Nova Stjärna Stella Saga Joy Amori Mångårda, även känd under sitt modellnamn Lucky Nova, ursprungligen Linda Jenny Källén, född 23 februari 1976, är en svensk fotomodell, sångerska och cirkusartist. 
År 2000 medverkade Mångårda i dokusåpan Villa Medusa. Hon har även spelat in dancemusik med titlar som Perfectly Happy, Shake What Ya Mama Gave Ya, Living In Sunshine, Stupid Girl och Bin Tere Sanam.